# Союз водного поло Республики Сербской
Союз водного поло Республики Сербской (серб. Ватерполо савез Републике Српске), сокращённо ВСРС — общественно-спортивная организация, основанная в 2009 году для управления развитием водного поло в Республике Сербской и Боснии и Герцеговине. Штаб-квартира находится в Баня-Луке. Этот союз является одним из двух подобных союзов, входящих в Союз водного поло Боснии и Герцеговины. Одна из основных целей Союза — развивать массовые занятия водным полом в Республике Сербской, особенно среди молодёжи. 15 июня 2013 года был образован Союз водного поло Боснии и Герцеговины благодаря усилиями Союза водного поло Республики Сербской и Союза водного поло Федерации Боснии и Герцеговины. Учредительное заседание прошло в Неуме в гостинице «Зенит», председателем избран Иван Лакич.

## Водное поло в Баня-Луке

### Развитие
Первый матч по водному поло в Баня-Луке был сыгран в 1956 году. В течение последующих 50 лет с переменным успехом шло развитие водного поло, которое не прекращалось даже во время Боснийской войны. Толчком к развитию стал построенный в 2009 году Городской олимпийский бассейн, где начались занятия водными видами спорта, в том числе и водным поло. Он является одним из самых современных в стране и предусматривает возможность проведения занятий и соревнований по любым водным видам спорта, в том числе и по водному поло. Всего же в Республике Сербской есть четыре бассейна (два открытых и два закрытых). Спортивные клубы по водному поло есть только в Баня-Луке. С целью развития спорта в городе сюда приезжали ведущие команды Сербии: «Воеводина», «Партизан», «Црвена звезда» и сборные Сербии.

### Клубы
- «Баня-Лука»: основан в 2006 году, правопреемник клуба «Инцел». Проводит тренировки в Городском олимпийском бассейне Баня-Луки. Чемпион и обладатель Кубка Республики Сербской среди юношей и молодёжи в 2010 году, чемпион Боснии и Герцеговины среди ветеранов спорта 2014 года, чемпион Боснии и Герцеговины 2016 года.
- «Фортуна»: основан в 2009 году в рекреативном центре спорткомплекса Баня-Луки. Проводит тренировки летом и зимой в Городском олимпийском бассейне Баня-Луки.
- «Студент»: основан в 2005 году студентами факультета физического образования Баня-Лукского университета. Помогает в обучении юных ватерполистов, занимается в школах плавания и водного поло[5].

## Органы союза
В состав Союза водного поло Республики Сербской входят следующие органы:
- Скупщина: высший орган Союза
- Комитет управления: исполнительный орган Скупщины
- Президент Союза: представитель Союза
- Секретарь: управляет всеми операциями Союза
- Постоянный спортивный арбитраж: разрешает споры между Союзом и его членами согласно Статуту Союза водного поло Республики Сербской.

## Чемпионаты
Чемпионат Боснии и Герцеговины проводится с 2014 года. Финальные матчи прошли 20 и 21 декабря в Городском олимпийском бассейне Баня-Луки: во всех пяти возрастных категориях победили спортсмены клуба «Баня-Лука». В старшей возрастной категории «Баня-Лука» победила команду «Ядран» из Неума со счётом 8:6 (2:2, 2:2, 2:1, 2:1); 30 ноября 2014 года в чемпионате Республики Сербской «Баня-Лука» взяла верх над клубом «Фортуна» со счётом 10:9.